# 海莉·鮑德溫
海莉·羅德·比伯（英語：Hailey Rhode  Bieber，1996年11月22日—），婚前名為海莉·鲍德温（Hailey Baldwin），是一名美国模特兒、电视名人、及社交名媛。她是演員史蒂芬·鲍德温的女兒，也是加拿大歌手贾斯汀·比伯的妻子。
她曾出現在Guess、Ralph Lauren和Tommy Hilfiger 的主要廣告中。

## 早期生活和家庭

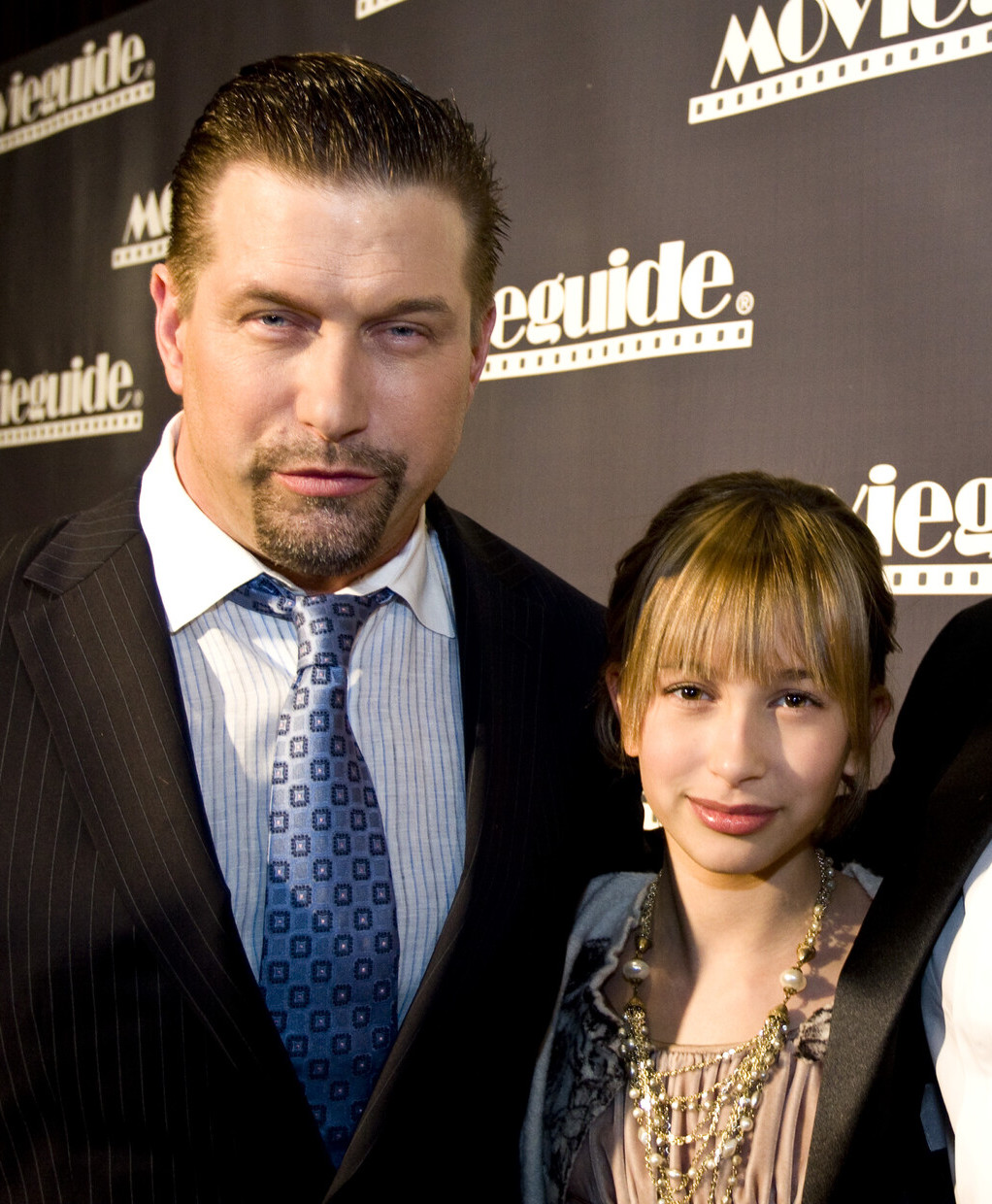
海莉與她的父親史蒂芬·鲍德温2009年在電影指南獎

海莉·鲍德温1996年出生於美國亚利桑那州土桑，有英格蘭、愛爾蘭、蘇格蘭、法國和德國血统。父親是鲍德温兄弟中最小的演員史蒂芬鲍德温，母親是巴西籍平面設計師肯尼婭·德奧達托·鮑德溫，有葡萄牙和義大利的血统。外祖父是巴西音樂家猶米勒·德奧達托。叔叔是演員亞歷·鮑德溫、威廉·鮑德溫、丹尼爾·鮑德溫，堂姐是美國模特兒和演員艾爾蘭·鮑德溫，艾爾蘭是亞歷·鮑德溫和金·貝辛格的女兒。
海莉是以哈雷彗星的名字命名。

## 職業生涯

### 模特

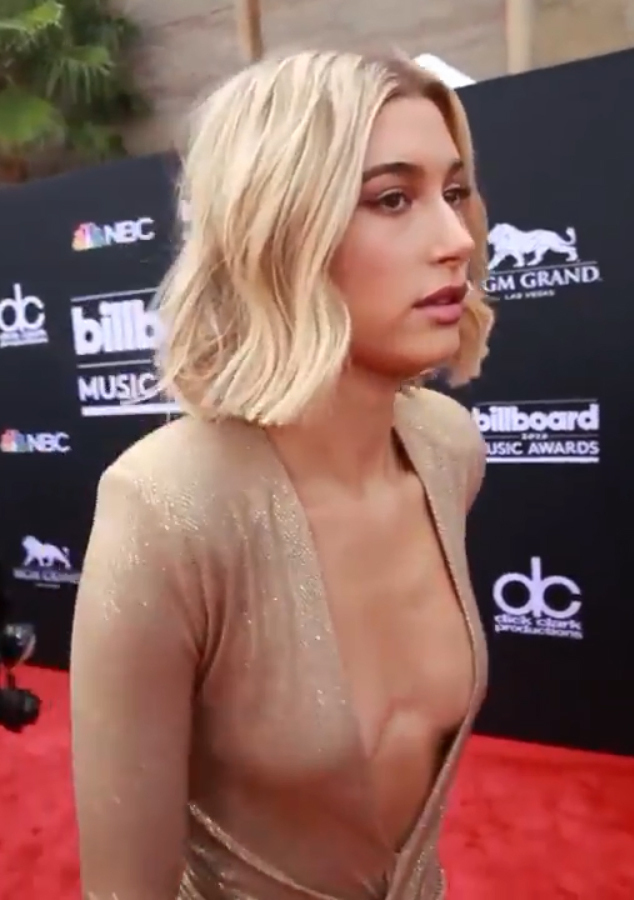
海莉在2018年告示牌音樂獎

海莉簽約的第一家模特兒經紀公司是福特模特兒，出現在《Tatler》、《LOVE》、《V (美國雜誌)》和《iD》等雜誌上。她的第一個廣告是在2014年冬天為服裝品牌French Connection拍攝的。2014年10月，海莉首次為Topshop和法國時裝設計師桑麗卡·里基耶走秀。2014年12月，她參與了《LOVE》雜誌的攝影活動，該雜誌也製作了由攝影師丹尼爾傑克森拍攝的短片並在該雜誌的官方YouTube頻道上發布。
2015年1月，海莉為《Vogue》拍照，3月為《Teen Vogue》拍照。4月，她與男模Lucky Blue Smith一起為《Jalouse》雜誌拍攝了首個雜誌封面。同月，她又參與了兩期封面拍攝，分別是荷蘭版《L'Officiel》和美國版《Wonderland》雜誌，並且還為《Miss Vogue》拍攝了社論和《W (雜誌)》雜誌。 2015年7月，她與澳洲歌手寇弟·辛普森一起出現在Ralph Lauren廣告中，並於10月重返Tommy Hilfiger和Philipp Plein的T台。
2016年1月，海莉出現在Ralph Lauren的廣告活動中，並為韓國版《Vogue》拍攝社論。繼二月再次為Tommy Hilfiger走秀後，海莉出現在Philipp Plein和Tommy Hilfiger的春夏廣告中。同期她也為《Self》雜誌拍攝並拍攝了服裝品牌H&M的廣告，該廣告在4月份的科切拉音樂節期間發布。2016年3月，海莉與紐約知名模特兒經紀公司IMG模特簽約，並於5月登上《美麗佳人》封面，形容她是一張「新鮮面孔」。美國版封面也以荷蘭版《美麗佳人》的七月封面發行。6月，海莉與米蘭達·寇兒、亞麗珊德拉·安布羅休、卓丹·鄧和香奈兒·依曼等知名超模一起為Moschino走秀，同月她也首次為Guess拍攝廣告。
2016年夏天，海莉與超模蘿西·杭亭頓-懷特莉一起拍攝UGG鞋款廣告大片。與祖安·史摩一樣，海莉也是卡爾·拉格斐 (Karl Lagerfeld) 名為“Love from Paris”的限量版北美服裝系列的代言人。海莉也出現在《《Glamour》》雜誌和義大利《Vogue》雜誌的社論中。9月，她參加紐約時裝週，為Tommy Hilfiger、Prabal Gurung、傑瑞米·斯科特、Tory Burch和Matty Bovan走秀。在倫敦，她在斯特拉迪瓦里(Stradivarius) 舉行的倫敦時裝週前派對上親自露面，在那裡她透過自拍照和推文提供了社交媒體的存在。隨後她在倫敦時裝週 (LFW) 為朱利安·麥克唐納走秀。在米蘭時裝週期間，海莉為Dolce & Gabbana走秀在巴黎時裝週期間，她為Elie Saab走秀。海莉也出現在Prabal Gurung Sport的廣告中。同年晚些時候，她出現在Guess假期系列和澳洲品牌Sass & bide的宣傳活動中。2016年11月，海莉登上澳洲版《Harper's Bazaar》封面，並登上法國《Elle》社論。
2017年，海莉與男模喬·可塔迦納一起登上了西班牙《Harper's Bazaar》雜誌和英國版《Elle》的封面。海莉也出現在Fyre音樂節的宣傳影片中。此後她表示，這筆錢將用於慈善事業。
海莉2018年登上美國《Elle》3月號。9月成為資生堂旗下彩妝品牌bareMinerals的Power of Good活動代言人。
2019年海莉成為Levi Jeans的代言人。

### 表演和電視露面
2005年，9歲的海莉與家人一起出現在電視紀錄片《Livin It: Unusual Suspects》中，2009年，她與叔叔亞歷克·鮑德溫一起出現在電視節目《週六夜現場》的一集中。 2011年，她在歌曲《On My Mind》的音樂錄影帶中飾演澳洲歌手Cody Simpson的戀人，作為她早期作品的一部分，幾年後，在2016年，她在第二部電影中出演了角色法國模特兒兼歌手巴蒂斯特·賈比科尼的音樂錄影帶「Love to Love You Baby」，翻唱了1975年發行的Donna Summer歌曲。

### 主持
2015年10月25日，海莉在義大利米蘭舉行的2015年MTV歐洲音樂獎頒獎典禮中擔任電視主持人。她與義大利超模比安卡·巴爾蒂和英國饒舌歌手泰尼·坦普一起揭曉了最佳音樂錄影帶獎的得主，該獎項由麥可莫和萊恩·路易斯憑藉歌曲《Downtown》的影片獲得。2016年6月19日，她與模特兒吉吉·哈蒂德共同主持，宣佈在加拿大多倫多舉行的2016年IHeartRadio多音樂錄影帶獎上舉辦尚恩·曼德斯現場表演。
從2017年5月2日開始，海莉開始與說唱歌手方法人一起主持新的TBS節目Drop the Mic，四位名人在一系列說唱大戰中對峙。截至2020年，該劇已播出兩季，但第三季尚未續訂或取消。

### 個人品牌
2016年，海莉與服飾品牌The Daily Edited合作，推出了名為#theHAILEYedited系列的手袋膠囊系列。同年，她使用標籤#PDxHB宣布與英國鞋類品牌Public Desire合作，並宣布她將推出由澳洲品牌ModelCo生產的自己的彩妝系列。
2018年，海莉申請並獲得了以她的名字“Hailey Bieber”為商業用途的商標。她要求使用「Bieber Beauty」商標的請求被拒絕，因為賈斯汀·比伯擁有該商標的所有權。
2022年6月15日，海莉推出了一個名為Rhode的純素保養品牌。

## 個人生活
海莉原先的夢想是成為一名專業的古典芭蕾舞者，但由於腳傷而宣告結束。她在美國芭蕾舞劇院學校接受過芭蕾舞和其他舞蹈形式的訓練，在受傷前為邁阿密城市芭蕾舞團演出。
海莉住在加拿大安大略省的劍橋。
海莉是作為一個福音主義基督教徒長大的，並出席Churchome教會，這是她丈夫比伯參加的非宗派教會。

除了英語之外，海莉還會說一些葡萄牙語，因為她的母親是巴西人。
在2020年世界精神衛生日，她支持喬·拜登競選美國總統。她最初在2020年民主黨初選期間支持參議員伯尼·桑德斯獲得民主黨提名。
海莉支持墮胎權，將多布斯诉杰克逊妇女健康组织案的推翻描述為「極大的損失和失望。這真的非常可怕」。2022年5月，海莉與其他近160名名人一起出現在《紐約時報》的「Bans Off Our Bodies」整版廣告中，倡導生殖權利。

### 健康
2022年3月12日，海莉因類似中風的症狀住院。第二天她就出院了。在她在YouTube頻道上發布的一段12分鐘影片中，她透露自己患有由卵圓孔未閉引起的短暫性腦缺血發作，並接受了修復心臟缺陷的手術。
2022年11月，她表示自己的卵巢上有一個「蘋果大小」的卵巢囊腫，並且她已經「出現過幾次」這樣的囊腫。
2023年4月20日，海莉發表了一份關於她心理健康的聲明，透露自年初以來她一直「脆弱」。

## 感情生活
海莉於2018年與尚恩·曼德斯傳出緋聞，兩人於5月在Met Gala上首次一起公開露面。
海莉和賈斯汀·比伯曾於2015年12月至2016年1月短暫約會，然後分手。2018年5月復合，這對夫妻於2018年7月7日正式訂婚。，並於2018年11月確認已婚。2019年9月30日在南卡羅來納州舉行了第二次結婚典禮。
你是一個不可思議的人，你讓我成為一個比以往任何時候都更幸福的人。你讓我比以往任何時候都更加快樂。為你是誰以及你將成為誰而瘋狂。我每天都愛著你。——海莉對賈斯汀·比伯感到驕傲
2024年5月海莉和賈斯汀同時在社交媒體上宣布懷孕6個月的消息。同年8月23日，海莉诞下一子，取名杰克。

## 影視作品

### 電視
| 年         | 標題                                                   | 角色                 | 備註                              |
| ---------- | ------------------------------------------------------ | -------------------- | --------------------------------- |
| 2005       | Livin It: Unusual Suspects                             | 她自己               | 紀錄片                            |
| 2009       | 週六夜現場                                             | 她自己               | 情節：「亞歷克鮑德溫/喬納斯兄弟」 |
| 2015       | 紐約時裝週的秘密 （Secrets of New York Fashion Week）  | 她自己               | 紀錄片                            |
| 2017年至今 | 放下麥克風（Drop the Mic）                             | 她自己（共同主持人） |                                   |
| 2018       | 2018年iHeartRadio音樂獎                                | 她自己（共同主持人） | 特別                              |
| 2021       | 說唱王戴夫                                             | 她自己               | 電視劇、客串                      |
| 2023       | 非常黛咪的假期特別節目 （A Very Demi Holiday Special） | 她自己               | 電視特別節目                      |

### 音樂影片
| 年   | 標題                  | 藝術家                       | 角色     |
| ---- | --------------------- | ---------------------------- | -------- |
| 2011 | On My Mind            | 寇弟·辛普森                  | 曖昧對象 |
| 2016 | Love to Love You Baby | 巴蒂斯特·賈比科尼            | 女孩     |
| 2019 | 10,000 Hours          | 丹和沙伊和賈斯汀·比伯        | 她自己   |
| 2020 | Stuck with U          | 亞莉安娜·格蘭德和賈斯汀·比伯 | 她自己   |
| 2020 | Popstar               | DJ卡利、德雷克、賈斯汀·比伯  | 她自己   |

## 獎項與提名
| 年   | 名稱         | 類別               | 結果 | 參考 |
| ---- | ------------ | ------------------ | ---- | ---- |
| 2016 | 青少年票選獎 | 性感票選獎（女星） | 提名 |      |
| 2017 | 青少年票選獎 | 最佳票選模特兒     | 提名 |      |
| 2018 | 青少年票選獎 | 電視名人           | 提名 |      |